# Handbal op de Olympische Zomerspelen 2008
Handbal is een van de sporten die beoefend werden tijdens de Olympische Zomerspelen 2008 in Peking. De wedstrijden vonden tussen 9 augustus tot 24 augustus plaats in het Nationale Indoor Stadion.

## Onderdelen
- Mannen, 12 landen, 15 spelers per land
- Vrouwen, 12 landen, 15 spelers per land

## Kwalificatie
Via kwalificatietoernooien konden elf landen zich zowel bij de mannen als vrouwen kwalificeren. Gastland China was al geplaatst.

## Mannen

### Groepsfase

#### Groep A
| Datum       | Lokale tijd | MEZT  | Land      | Score   | Land      |
| ----------- | ----------- | ----- | --------- | ------- | --------- |
| 10 augustus | 09:00       | 03:00 | Kroatië   | 31 – 29 | Spanje    |
| 10 augustus | 14:00       | 08:00 | Frankrijk | 34 – 26 | Brazilië  |
| 10 augustus | 19:00       | 13:00 | Polen     | 33 – 19 | China     |
| 12 augustus | 09:00       | 03:00 | Brazilië  | 14 – 33 | Kroatië   |
| 12 augustus | 14:00       | 08:00 | China     | 19 – 33 | Frankrijk |
| 12 augustus | 15:45       | 09:45 | Spanje    | 30 – 29 | Polen     |
| 14 augustus | 10:45       | 04:45 | Polen     | 28 – 25 | Brazilië  |
| 14 augustus | 15:45       | 09:45 | China     | 22 – 36 | Spanje    |
| 14 augustus | 20:45       | 14:45 | Frankrijk | 23 – 19 | Kroatië   |
| 16 augustus | 09:00       | 03:00 | Brazilië  | 29 – 22 | China     |
| 16 augustus | 14:00       | 08:00 | Frankrijk | 28 – 21 | Spanje    |
| 16 augustus | 19:00       | 13:00 | Kroatië   | 24 – 27 | Polen     |
| 18 augustus | 10:45       | 04:45 | Spanje    | 36 – 35 | Brazilië  |
| 18 augustus | 15:45       | 09:45 | Kroatië   | 33 – 22 | China     |
| 18 augustus | 20:45       | 14:45 | Polen     | 30 – 30 | Frankrijk |

| Groep A |           |             |             |             |             |            |            |            |        |
| №       | Land      | Wedstrijden | Wedstrijden | Wedstrijden | Wedstrijden | Doelpunten | Doelpunten | Doelpunten | Punten |
| №       | Land      | G           | W           | G           | V           | V          | T          | Saldo      | Punten |
| 1       | Frankrijk | 5           | 4           | 1           | 0           | 148        | 115        | +33        | 9      |
| 2       | Polen     | 5           | 3           | 1           | 1           | 147        | 128        | +19        | 7      |
| 3       | Kroatië   | 5           | 3           | 0           | 2           | 140        | 115        | +25        | 6      |
| 4       | Spanje    | 5           | 3           | 0           | 2           | 152        | 145        | +7         | 6      |
| 5       | Brazilië  | 5           | 1           | 0           | 4           | 129        | 153        | –24        | 2      |
| 6       | China     | 5           | 0           | 0           | 5           | 104        | 164        | –60        | 0      |

#### Groep B
| Datum       | Lokale tijd | MEZT  | Land       | Score   | Land       |
| ----------- | ----------- | ----- | ---------- | ------- | ---------- |
| 10 augustus | 10:45       | 04:45 | Rusland    | 31 – 33 | IJsland    |
| 10 augustus | 15:45       | 09:45 | Duitsland  | 27 – 23 | Zuid-Korea |
| 10 augustus | 20:45       | 14:45 | Denemarken | 23 – 23 | Egypte     |
| 12 augustus | 10:45       | 04:45 | Egypte     | 27 – 28 | Rusland    |
| 12 augustus | 19:00       | 13:00 | Zuid-Korea | 31 – 30 | Denemarken |
| 12 augustus | 20:45       | 14:45 | IJsland    | 33 – 29 | Duitsland  |
| 14 augustus | 09:00       | 03:00 | Duitsland  | 25 – 23 | Egypte     |
| 14 augustus | 14:00       | 08:00 | Zuid-Korea | 22 – 21 | IJsland    |
| 14 augustus | 19:00       | 13:00 | Denemarken | 25 – 24 | Rusland    |
| 16 augustus | 10:45       | 04:45 | Egypte     | 22 – 24 | Zuid-Korea |
| 16 augustus | 15:45       | 09:45 | Rusland    | 24 – 24 | Duitsland  |
| 16 augustus | 20:45       | 14:45 | Denemarken | 32 – 32 | IJsland    |
| 18 augustus | 09:00       | 03:00 | IJsland    | 32 – 32 | Egypte     |
| 18 augustus | 14:00       | 08:00 | Rusland    | 29 – 22 | Zuid-Korea |
| 18 augustus | 19:00       | 13:00 | Duitsland  | 21 – 27 | Denemarken |

| Groep B |            |             |             |             |             |            |            |            |        |
| №       | Land       | Wedstrijden | Wedstrijden | Wedstrijden | Wedstrijden | Doelpunten | Doelpunten | Doelpunten | Punten |
| №       | Land       | G           | W           | G           | V           | V          | T          | Saldo      | Punten |
| 1       | Zuid-Korea | 5           | 3           | 0           | 2           | 122        | 129        | –7         | 6      |
| 2       | Denemarken | 5           | 2           | 2           | 1           | 137        | 131        | +6         | 6      |
| 3       | IJsland    | 5           | 2           | 2           | 1           | 151        | 146        | +5         | 6      |
| 4       | Rusland    | 5           | 2           | 1           | 2           | 136        | 131        | +5         | 5      |
| 5       | Duitsland  | 5           | 2           | 1           | 2           | 126        | 130        | –4         | 5      |
| 6       | Egypte     | 5           | 0           | 2           | 3           | 127        | 132        | –5         | 2      |

### Kwartfinales
| Datum       | Lokale tijd | MEZT  | Land       | Score   | Land       |
| ----------- | ----------- | ----- | ---------- | ------- | ---------- |
| 20 augustus | 12:00       | 06:00 | Frankrijk  | 27 - 24 | Rusland    |
| 20 augustus | 14:15       | 08:15 | IJsland    | 32 - 30 | Polen      |
| 20 augustus | 18:00       | 12:00 | Kroatië    | 26 - 24 | Denemarken |
| 20 augustus | 20:15       | 14:45 | Zuid-Korea | 24 - 29 | Spanje     |

### Plaatsingswedstrijden

#### 5e-8e plaats
| Datum       | Lokale tijd | MEZT  | Land    | Score   | Land       |
| ----------- | ----------- | ----- | ------- | ------- | ---------- |
| 22 augustus | 12:00       | 06:00 | Rusland | 28 - 27 | Denemarken |
| 22 augustus | 14:15       | 08:15 | Polen   | 29 - 26 | Zuid-Korea |

#### 7e-8e plaats
| Datum       | Lokale tijd | MEZT  | Land       | Score   | Land       |
| ----------- | ----------- | ----- | ---------- | ------- | ---------- |
| 24 augustus | 08:00       | 02:00 | Denemarken | 37 – 26 | Zuid-Korea |

#### 5e-6e plaats
| Datum       | Lokale tijd | MEZT  | Land    | Score   | Land  |
| ----------- | ----------- | ----- | ------- | ------- | ----- |
| 24 augustus | 10:15       | 04:15 | Rusland | 28 – 29 | Polen |

### Halve finales
| Datum       | Lokale tijd | MEZT  | Land      | Score   | Land    |
| ----------- | ----------- | ----- | --------- | ------- | ------- |
| 22 augustus | 18:00       | 12:00 | Frankrijk | 25 - 23 | Kroatië |
| 22 augustus | 20:15       | 14:15 | IJsland   | 36 - 30 | Spanje  |

### Bronzen finale
| Datum       | Lokale tijd | MEZT  | Land    | Score   | Land   |
| ----------- | ----------- | ----- | ------- | ------- | ------ |
| 24 augustus | 13:30       | 07:30 | Kroatië | 29 – 35 | Spanje |

### Finale

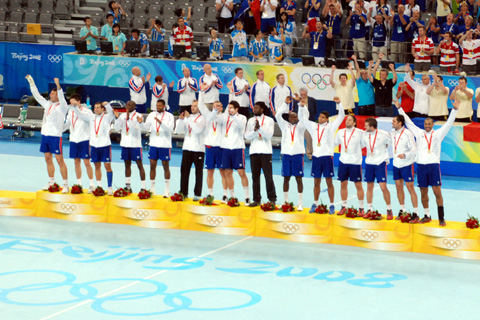
Frankrijk

| Datum       | Lokale tijd | MEZT  | Land      | Score   | Land    |
| ----------- | ----------- | ----- | --------- | ------- | ------- |
| 24 augustus | 15:45       | 09:45 | Frankrijk | 28 – 23 | IJsland |

### Eindrangschikking
| Goud | Zilver | Brons | 4 |
| Frankrijk Joël Abati Luc Abalo Cédric Burdet Didier Dinart Olivier Gerault Bertrand Gille Guillaume Gille Michaël Guigou Nikola Karabatić Daouda Karaboué Christophe Kempe Daniel Narcisse Thierry Omeyer Cédric Paty Jérôme Fernandez  | IJsland Sturla Asgeirsson Arnor Atlason Logi Geirsson Snoori Steinn Gudjonsson Hreidar Levy Gudmundsson Robert Gunnarsson Bjorgvin Pall Gustavsson Asgeir Orn Hallgrimsson Ingimundur Ingimundarson Sverre Andreas Jakobsson Alexander Petersson Gudjon Valur Sigurdsson Sigfus Sigurdsson Olafur Stefansson | Spanje David Barrufet Jon Belaustegui David Davis Alberto Entrerrios Raul Entrerrios Juan Garcia Ruben Garabaya José Javier Hombrados Demetrio Lozano Cristian Malmagro Albert Rocas Iker Romero Carlos Prieto Victor Thomas                              | Kroatië Mirko Alilović Mirza Džomba Ljubo Vukić Igor Vori Ivano Balić Renato Sulić Drago Vuković Tonči Valčić Domagoj Duvnjak Petar Metličić Blaženko Lacković Venio Losert Goran Šprem Zlatko Horvat Davor Dominiković |
| 5 | 6 | 7 | 8 |
| Polen Karol Bielecki Mateusz Jachlewski Bartłomiej Jaszka Mariusz Jurasik Bartosz Jurecki Michał Jurecki Krzysztof Lijewski Marcin Lijewski Paweł Piwko Artur Siódmiak Sławomir Szmal Grzegorz Tkaczyk Tomasz Tłuczyński Marcin Wichary | Rusland Alexey Kostygov Oleg Grams Timur Dibirov Eduard Kokcharov Alexey Rastvortsev Alexei Kamanin Vitali Ivanov Vasily Filippov Denis Krivoshlykov Dmitri Kovalev Konstantin Igropulo Samvel Aslanyan Alexander Chernoivanov Egor Evdokimov                                                                | Denemarken Kasper Hvidt Peter Henriksen Hans Lindberg Lars Christiansen Jesper Nøddesbo Lars Jørgensen Joachim Boldsen Kasper Søndergaard Klavs Bruun Jørgensen Kasper Nielsen Jesper Jensen Bo Spellerberg Lasse Boesen Mikkel Hansen Michael V. Knudsen | Zuid-Korea Park Jung-geu Han Kyung-tai Kang Il-koo Yoon Kyung-shin Jeong Yik-yeong Jung Su-young Cho Chi-hyo Lee Tea-young Kim Tea-wan Ko Kyung-soo Paek Won-chul Yoon Kyung-min Lee Jae-woo Park Chan-yong             |
| 9 | 10 | 11 | 12 |
| Duitsland Johannes Bitter Henning Fritz Michael Haaß Holger Glandorf Pascal Hens Torsten Jansen Florian Kehrmann Dominik Klein Andrej Klimovets Oliver Köhrmann Michael Kraus Oliver Roggisch Christian Schwarzer Christian Zeitz       | Egypte Mohamed Nakib Walid Abdel Maksoud Hussein Mabrouk Moustafa Hussien Ahmed El Ahmar Mohamed Ramadan Abouelfetoh Abdelrazek Mahmoud Hassaballah Hassan Mabrouk Mohamed Abd Elsalam Belal Mabrouk Hany El Fakhrany Hassan Yousry Hussein Zaky                                                             | Brazilië Alexandre Vasconcelos Helio Justino Alexandre Silva Leonardo Bortolini Fernando Pacheco Filho Maik Santos Carlos Ertel Felipe Ribeiro Silvio Laureano Bruno Santana Renato Ruy Jardel Pizzinato Guilherme Oliveira Bruno Souza                   | China Zhu Wenxin Zhang Ji Cui Lei Yan Liang Wang Long Zhu Jie Miao Qing Ye Qiang Cui Liang Tian Jianxia Zhou Xiaojian Zhang Xing Hao Kexin Wang Xiaolong Li Hexin                                                       |

## Vrouwen

### Groepsfase

#### Groep A
| Datum       | Lokale tijd | MEZT  | Land       | Score   | Land       |
| ----------- | ----------- | ----- | ---------- | ------- | ---------- |
| 9 augustus  | 09:00       | 03:00 | Frankrijk  | 32 – 21 | Angola     |
| 9 augustus  | 14:00       | 08:00 | Roemenië   | 31 – 19 | Kazachstan |
| 9 augustus  | 19:00       | 13:00 | Noorwegen  | 30 – 23 | China      |
| 11 augustus | 09:00       | 03:00 | Kazachstan | 18 – 21 | Frankrijk  |
| 11 augustus | 14:00       | 08:00 | Angola     | 17 – 31 | Noorwegen  |
| 11 augustus | 19:00       | 13:00 | China      | 20 – 34 | Roemenië   |
| 13 augustus | 10:45       | 04:45 | Roemenië   | 34 – 26 | Frankrijk  |
| 13 augustus | 15:45       | 09:45 | China      | 32 – 24 | Angola     |
| 13 augustus | 19:00       | 13:00 | Noorwegen  | 35 – 19 | Kazachstan |
| 15 augustus | 09:00       | 03:00 | Kazachstan | 29 – 26 | China      |
| 15 augustus | 15:45       | 09:00 | Roemenië   | 28 – 23 | Angola     |
| 15 augustus | 19:00       | 13:00 | Frankrijk  | 24 – 34 | Noorwegen  |
| 17 augustus | 10:45       | 04:45 | Angola     | 24 – 24 | Kazachstan |
| 17 augustus | 14:00       | 08:00 | Noorwegen  | 24 – 23 | Roemenië   |
| 17 augustus | 15:45       | 09:45 | Frankrijk  | 18 – 21 | China      |

| Groep A |            |             |             |             |             |            |            |            |        |
| №       | Land       | Wedstrijden | Wedstrijden | Wedstrijden | Wedstrijden | Doelpunten | Doelpunten | Doelpunten | Punten |
| №       | Land       | G           | W           | G           | V           | V          | T          | Saldo      | Punten |
| 1       | Noorwegen  | 5           | 5           | 0           | 0           | 154        | 106        | +48        | 10     |
| 2       | Roemenië   | 5           | 4           | 0           | 1           | 150        | 112        | +38        | 8      |
| 3       | China      | 5           | 2           | 0           | 3           | 122        | 135        | -13        | 4      |
| 4       | Frankrijk  | 5           | 2           | 0           | 3           | 121        | 128        | -7         | 4      |
| 5       | Kazachstan | 5           | 1           | 1           | 3           | 109        | 137        | -28        | 3      |
| 6       | Angola     | 5           | 0           | 1           | 4           | 109        | 147        | -38        | 1      |

#### Groep B
| Datum       | Lokale tijd | MEZT  | Land       | Score   | Land       |
| ----------- | ----------- | ----- | ---------- | ------- | ---------- |
| 9 augustus  | 10:45       | 04:45 | Hongarije  | 30 – 24 | Zweden     |
| 9 augustus  | 15:45       | 09:45 | Rusland    | 29 – 29 | Zuid-Korea |
| 9 augustus  | 20:45       | 14:45 | Duitsland  | 24 – 22 | Brazilië   |
| 11 augustus | 10:45       | 04:45 | Brazilië   | 28 – 28 | Hongarije  |
| 11 augustus | 15:45       | 09:45 | Zuid-Korea | 30 – 20 | Duitsland  |
| 11 augustus | 20:45       | 14:45 | Zweden     | 24 – 28 | Rusland    |
| 13 augustus | 09:00       | 03:00 | Rusland    | 28 – 19 | Brazilië   |
| 13 augustus | 14:00       | 08:00 | Zuid-Korea | 31 – 23 | Zweden     |
| 13 augustus | 20:45       | 14:45 | Duitsland  | 24 – 25 | Hongarije  |
| 15 augustus | 10:45       | 04:45 | Brazilië   | 33 – 32 | Zuid-Korea |
| 15 augustus | 14:00       | 08:00 | Duitsland  | 26 – 27 | Zweden     |
| 15 augustus | 20:45       | 14:45 | Hongarije  | 24 – 33 | Rusland    |
| 17 augustus | 09:00       | 03:00 | Zweden     | 25 – 22 | Brazilië   |
| 17 augustus | 19:00       | 13:00 | Rusland    | 30 – 29 | Duitsland  |
| 17 augustus | 20:45       | 14:45 | Hongarije  | 22 – 33 | Zuid-Korea |

| Groep B |            |             |             |             |             |            |            |            |        |
| №       | Land       | Wedstrijden | Wedstrijden | Wedstrijden | Wedstrijden | Doelpunten | Doelpunten | Doelpunten | Punten |
| №       | Land       | G           | W           | G           | V           | V          | T          | Saldo      | Punten |
| 1       | Rusland    | 5           | 4           | 1           | 0           | 148        | 125        | +23        | 9      |
| 2       | Zuid-Korea | 5           | 3           | 1           | 1           | 155        | 127        | +28        | 7      |
| 3       | Hongarije  | 5           | 2           | 1           | 2           | 129        | 142        | -13        | 5      |
| 4       | Zweden     | 5           | 2           | 0           | 3           | 123        | 137        | -14        | 4      |
| 5       | Brazilië   | 5           | 1           | 1           | 3           | 124        | 137        | -13        | 3      |
| 6       | Duitsland  | 5           | 1           | 0           | 4           | 123        | 134        | -11        | 2      |

### Kwartfinales
| Datum       | Lokale tijd | MEZT  | Land      | Score        | Land       |
| ----------- | ----------- | ----- | --------- | ------------ | ---------- |
| 19 augustus | 12:00       | 06:00 | Noorwegen | 31 – 24      | Zweden     |
| 19 augustus | 14:15       | 08:15 | Hongarije | 34 – 30      | Roemenië   |
| 19 augustus | 18:00       | 12:00 | China     | 23 – 31      | Zuid-Korea |
| 19 augustus | 20:15       | 14:15 | Rusland   | 32 – 31 (nv) | Frankrijk  |

### Plaatsingswedstrijden

#### 5e-8e plaats
| Datum       | Lokale tijd | MEZT  | Land     | Score        | Land      |
| ----------- | ----------- | ----- | -------- | ------------ | --------- |
| 21 augustus | 12:00       | 06:00 | Zweden   | 19 - 20      | China     |
| 21 augustus | 14:15       | 08:15 | Roemenië | 34 - 36 (nv) | Frankrijk |

#### 7e-8e plaats
| Datum       | Lokale tijd | MEZT  | Land   | Score   | Land     |
| ----------- | ----------- | ----- | ------ | ------- | -------- |
| 23 augustus | 08:00       | 02:00 | Zweden | 30 – 34 | Roemenië |

#### 5e-6e plaats
| Datum       | Lokale tijd | MEZT  | Land  | Score   | Land      |
| ----------- | ----------- | ----- | ----- | ------- | --------- |
| 23 augustus | 10:15       | 04:15 | China | 23 – 31 | Frankrijk |

### Halve finales
| Datum       | Lokale tijd | MEZT  | Land      | Score   | Land       |
| ----------- | ----------- | ----- | --------- | ------- | ---------- |
| 21 augustus | 18:00       | 12:00 | Noorwegen | 29 - 28 | Zuid-Korea |
| 21 augustus | 20:15       | 14:15 | Hongarije | 20 - 22 | Rusland    |

### Bronzen finale
| Datum       | Lokale tijd | MEZT  | Land       | Score   | Land      |
| ----------- | ----------- | ----- | ---------- | ------- | --------- |
| 23 augustus | 13:30       | 07:30 | Zuid-Korea | 33 – 28 | Hongarije |

### Finale
| Datum       | Lokale tijd | MEZT  | Land      | Score   | Land    |
| ----------- | ----------- | ----- | --------- | ------- | ------- |
| 23 augustus | 15:45       | 09:45 | Noorwegen | 34 – 27 | Rusland |

### Eindrangschikking
| Goud | Zilver | Brons | 4 |
| Noorwegen Ragnhild Aamodt Karoline Dyhre Breivang Kari Aalvik Grimsbø Gro Hammerseng Kari Mette Johansen Tonje Larsen Katrine Lunde Haraldsen Kristine Lunde Marit Malm Frafjord Tonje Nøstvold Katja Nyberg Linn-Kristin Riegelhuth Gøril Snorroeggen Else-Marthe Sørlie Lybekk | Rusland Jekaterina Andrjoesjina Irina Bliznova Elena Dmitrieva Anna Kareeva Ekaterina Marennikova Irina Paltoratskaya Elena Polenova Liudmila Postnova Oxana Romenskaya Natalia Shipilova Maria Sidorova Inna Sulsina Emiliya Turey Yanna Ushkova      | Zuid-Korea An Jung-Hwa Bae Min-Hee Choi Im-Jeong Hong Jeon-Bo Huh Soon-Yong Kim Cha-Youn Kim Nan-Sun Kim Ona Lee Min-Hee Moon Pil-Hee Oh Seon-Gok Oh Yong-Ran Park Chung-Hee Song Hai-Rim                                                                                | Hongarije Bernadett Ferling Orsolya Vérten Krisztina Pigniczki Orsolya Herr Anita Görbicz Katalin Pálinger Tímea Tóth Piroska Szamoránszky Bernadett Bódi Gabriella Szűcs Rita Borbás Ágnes Hornyák Mónika Kovacsicz Zsuzsanna Tomori                  |
| 5 | 6 | 7 | 8 |
| Frankrijk Valérie Nicolas Amandine Leynaud Camille Ayglon Alexandra Lacrabère Mariama Signate Sophie Herbrecht Christine Vanparys Isabelle Wendling Véronique Rolland-Pecqueux Nina Kanto Paule Baudouin Stéphanie Cano Raphaëlle Tervel Maakan Tounkara                         | China Wang Shasha Li Bing Yan Meizhu Liu Xiaomei Wu Wenjuan Li Weiwei Zhang Geng Huang Hong Liu Guini Wu Ya'nan Huang Dongjie Wang Min Wei Qiuxiang Sun Laimiao Liu Yun                                                                                | Roemenië Luminiţa Dinu-Huţupan Tereza Tamaş Talida Tolnai Valetina Elisei-Ardean Ramona Maier Adriana Olteanu-Nechita Ionela Stanca-Gâlcă Florina Bîrsan Carmen Amariei Adina Meiroşu Cristina Neagu Valeria Beşe Narcisa Lecuşanu Aurelia Brădeanu Mihaela Ani-Senocico | Zweden Therese Bengtsson Madeleine Grundström Matilda Boson Tina Flognman Sara Holmgren Johanna Wiberg Teresa Utkovic Annika Wiel Fredén Sara Eriksson Linnea Torstensson Jessika Enström Frida Toveby Johanna Ahlm Isabelle Gulldén Therese Helgesson |
| 9 | 10 | 11 | 12 |
| Brazilië Alexandra do Nascimento Eduarda Amorim Aline Santos Chana Masson Darly de Paula Ana Rodrigues Deonise Cavaleiro Daniela Piedade Viviane Jacques Lucila Silva Aline Rosas Fabiana Diniz Alessandra Oliveira Idalina Mesquita                                             | Kazachstan Olga Travnikova Yelena Portova Natalya Kubrina Yana Vassilyeva Natalya Yakovleva Xeniya Nikandrova Gulzira Iskakova Irina Borechko Olga Ajiderskaya Yuliya Markovich Marina Pikalova Tatiana Parfenova Yelena Ilyukhina Yekaterina Tyapkova | Duitsland Anja Althaus Maren Baumbach Sabine Englert Nadine Härdter Mandy Hering Grit Jurack Nadine Krause Anna Loerper Stefanie Melbeck Anne Müller Sabrina Neukamp Laura Steinbach Clara Woltering Nina Wörz                                                           | Angola Odeth Tavares Teresa Joaquim Ilda Maria Bengue Azenaide Carlos Filomena Trindade Bombo Calandula Nair Almeida Wuta Dombaxe Isabel Fernandes Maria Pedro Luisa Kiala Natália Bernardo Elizabeth Cailo Elizabeth Viegas                           |

## Medaillespiegel
| Plaats | Land       | NOC    | Goud | Zilver | Brons | Totaal |
| ------ | ---------- | ------ | ---- | ------ | ----- | ------ |
| 1      | Frankrijk  | FRA    | 1    | 0      | 0     | 1      |
| 1      | Noorwegen  | NOR    | 1    | 0      | 0     | 1      |
| 3      | Rusland    | RUS    | 0    | 1      | 0     | 1      |
| 3      | IJsland    | ISL    | 0    | 1      | 0     | 1      |
| 5      | Spanje     | ESP    | 0    | 0      | 1     | 1      |
| 5      | Zuid-Korea | KOR    | 0    | 0      | 1     | 1      |
| Totaal | Totaal     | Totaal | 2    | 2      | 2     | 6      |

atletiek · badminton · basketbal · boksen · boogschieten · gewichtheffen · gymnastiek · handbal · hockey · honkbal · judo · kanovaren · moderne vijfkamp · paardensport · roeien · schermen · schietsport · schoonspringen · softbal · synchroonzwemmen · taekwondo · tafeltennis · tennis · triatlon · voetbal · volleybal · waterpolo · wielersport · worstelen · zeilen · zwemmen